# Legnanese (territorio)
Il Legnanese (o Agglomerato urbano di Legnano, Legnanees in dialetto legnanese) corrisponde alla zona dell'Altomilanese, comprendente Legnano ed alcuni comuni limitrofi, situati nel nord ovest della Città metropolitana di Milano, adagiati lungo il fiume Olona e la direttrice del Sempione e compresi tra Legnano e Nerviano.

## Descrizione
Il territorio ha una popolazione di 184 000 abitanti ed una superficie di circa 100 km²; la densità di popolazione è molto alta e sfiora i 1 850 abitanti per chilometro quadrato. Tra i paesi appartenenti al territorio si può poi distinguere un gruppo di comuni, più spiccatamente legato a Legnano a cui sono ormai saldati urbanisticamente in un unico agglomerato, si tratta di San Giorgio su Legnano, San Vittore Olona, Cerro Maggiore, Canegrate e Parabiago.

## Comuni del Legnanese
- Legnano
- Parabiago
- Nerviano
- San Giorgio su Legnano
- Canegrate
- San Vittore Olona
- Villa Cortese
- Rescaldina
- Dairago
- Cerro Maggiore